# Steinbach (Reichenbach)
Der Steinbach ist ein rechter Zufluss des Reichenbaches im Landkreis Aschaffenburg im bayerischen Spessart.

## Geographie

### Verlauf
Der Steinbach entspringt nordwestlich von Breunsberg. Er fließt am Südwesthang des Glasberges in nordwestliche Richtung. In der Nähe der Heimbacher Mühle mündet er an der Staatsstraße 2309 in den Reichenbach.

### Zuflüsse
- Bach aus dem Armesgrund (rechts)
- Bach aus dem Hüttengrund (links)

### Flusssystem Kahl
- Liste der Fließgewässer im Flusssystem Kahl

## Einzelnachweise

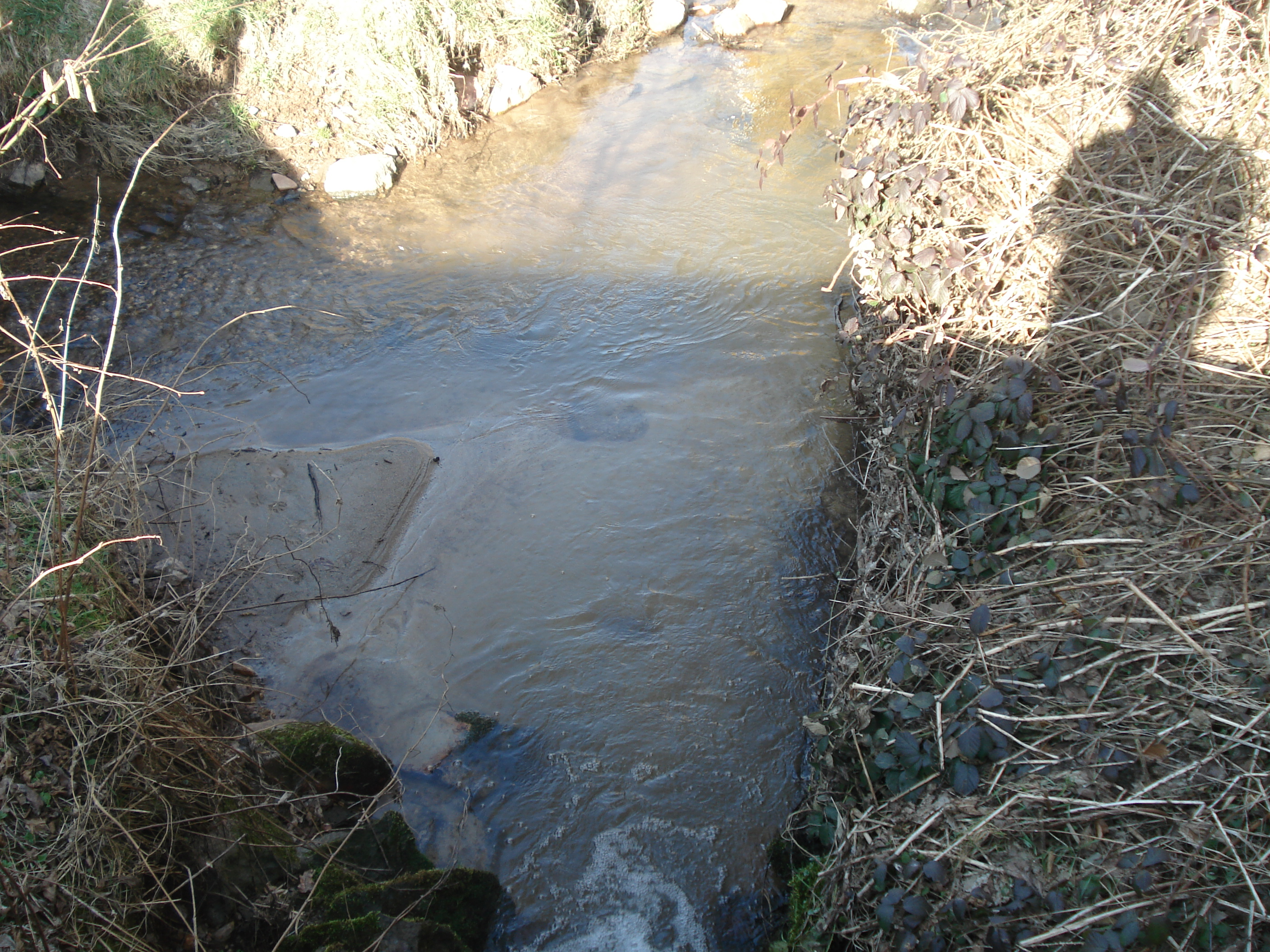
Der Steinbach (vorne) mündet in den Reichenbach (links)